# Allanblackia
Allanblackia is een geslacht van planten uit de clusiafamilie (Clusiacea). De soorten komen voor in  tropisch Afrika.

## Soorten
- Allanblackia floribunda Oliv.
- Allanblackia gabonensis (Pellegr.) Bamps
- Allanblackia kimbiliensis Spirlet
- Allanblackia kisonghi Vermoesen
- Allanblackia marienii Staner
- Allanblackia parviflora A.Chev.
- Allanblackia staneriana Exell & Mendonça
- Allanblackia stuhlmannii (Engl.) Engl.
- Allanblackia ulugurensis Engl.